# Chirigiu (stație de metrou)
Chirigiu este o stație planificată de metrou din București. Se va afla în Sectorul 5, în Piața Chirigiu.